# Samuel Bayer
Samuel David Bayer (Syracuse, 17 febbraio 1962) è un regista statunitense, noto per aver realizzato videoclip a star della musica come Nirvana, Justin Timberlake, The Cranberries,  Green Day, Marilyn Manson, David Bowie, Metallica, My Chemical Romance e altri e per aver diretto le campagne pubblicitarie di aziende come Coca-Cola, Toyota, Intel, Reebok, Cadillac, Acura, Nissan, Mercedes-Benz, Pepsi Cola, Sony e Nike.

## Biografia
Samuel Bayer studiò alla School of Visual Arts di New York, nel 1987 cambia e si iscrive alla Fine Arts. Nel 1991 si trasferisce a Los Angeles e diventa un popolare regista di videoclip rock e alternative incominciando dirigendo Smells Like Teen Spirit dei Nirvana, nel 1995 un suo spot per la Nike (If You Let Me Play) vince gli AICP award come miglior regia. Molte sue opere sono esposte al Museum of Modern Art di New York. Nel 2010 ha diretto il film Nightmare, remake dell’omonimo film del 1984 diretto da Wes Craven.
Nell'ottobre 2010 è stato annunciato che sarà alla regia di Tumor, un thriller investigativo ispirato all'omonimo romanzo a fumetti di Joshua Hale Fialkov e Noel Tuazon.Il progetto però non si è mai concretizzato.

## Filmografia
- Nightmare (A Nightmare on Elm Street) (2010)

## Videografia
1991
- Asphalt Ballet - Soul Survive
- Nirvana - Smells Like Teen Spirit
- Ozzy Osbourne - Mama, I'm Coming Home

1992
- Tesla - What You Give
- Iron Maiden - Wasting Love
- Blind Melon - Tones of Home
- Blind Melon - No Rain
- Ramones - Poison Heart
- Suicidal Tendencies - Nobody Hears
- Public Image Ltd. - Covered
- The Wonderstuff - On the Ropes
- John Lee Hooker - This is Hip
- The Jesus and Mary Chain - Far, Gone, & Out
- The Jesus and Mary Chain - Almost Gold
- Robbie Robertson - Go Back To Your Woods

1993
- Poison - Stand
- Pat Benatar - Somebody's Baby
- Melissa Etheridge - Come To My Window
- Candlebox - "You"
- Rush - Stick it out
- Buffalo Tom - I'm Allowed
- The Charlatans - I Don't Want to See the Sights
- The Charlatans - Weirdo
- Zucchero - Ridammi Il Sole

1994
- Sybil Vane - Pixy
- Corrosion of Conformity - Albatross
- Cracker - Nothing to Believe In
- The Devlins - Someone To Talk To
- Melissa Etheridge - If I Wanted To
- Fishbone - Unyielding Conviction (Servitude Also)
- Tears for Fears - Elemental
- Blind Melon - Change
- Toad The Wet Sprocket - Fall Down
- The Cranberries - Zombie
- The Cranberries - Ode to My Family
- Hole - Doll Parts
- Eve's Plum - Die Like Someone

1995
- Collective Soul - Breathe
- ALL - Million Bucks
- The Cult - Star
- The The - I Saw The Light
- Garbage - Vow
- The Smashing Pumpkins - Bullet with Butterfly Wings
- David Bowie - The Heart's Filthy Lesson
- David Bowie - Strangers When We Meet
- The Cranberries - Ridiculous Thoughts
- The Cranberries - I Can't Be With You
- John Lee Hooker - Chill Out
- The Offspring - Gotta Get Away[2]

1996
- Sheryl Crow - Home
- Garbage - Only Happy When It Rains
- Garbage - Stupid Girl
- Metallica - Until It Sleeps
- Afghan Whigs - Honky's Ladder
- John Mellencamp - Just Another Day
- Cracker - I Hate My Generation

1997
- The Rolling Stones - Anybody Seen My Baby?
- LL Cool J - Father

1998
- The Rolling Stones - Saint of Me
- Sheryl Crow - My Favorite Mistake
- John Mellencamp - Your Life Is Now

1999
- Everlast - Ends
- Marilyn Manson - Coma White
- Marilyn Manson - Rock Is Dead
- Natalie Imbruglia - Identify
- Robbie Williams - Angels

2000
- Lenny Kravitz - Black Velveteen
- Marilyn Manson - Disposable Teens

2001
- Blink-182 - Stay Together for the Kids
- Aerosmith - Sunshine
- Lenny Kravitz - Dig In

2002
- Papa Roach - Time And Time Again

2003
- Good Charlotte - Hold On

2004
- Green Day - American Idiot
- Green Day - Boulevard of Broken Dreams

2005
- Green Day - Holiday
- Green Day - Wake Me Up When September Ends
- Green Day - Jesus of Suburbia
- Green Day - Bullet in a Bible

2006
- The Strokes - Heart in a Cage
- The Strokes - You Only Live Once
- My Chemical Romance - Welcome to the Black Parade
- My Chemical Romance - Famous Last Words

2007
- Justin Timberlake - What Goes Around... Comes Around
- Good Charlotte – Keep Your Hands off My Girl
- Green Day - Working Class Hero

2012
- Maroon 5 ft. Wiz Khalifa – Payphone
- Green Day – Oh Love

2014
- Michael Jackson - A Place With No Name
- Maroon 5  – Animals